# Албанское восстание (1432—1436)
Албанское восстание 1432—1436 годов — серия конфликтов между албанскими повстанцами и Османской империей в ранний период османского владычества в этом регионе. Вызванные заменой значительной части местной знати османскими землевладельцами, централизованным управлением и османской системой налогообложения, население и дворяне, возглавляемые главным образом Георгием Арианити, восстали против турок-османов.
На ранних этапах восстания многие османские землевладельцы (тимариоты) были убиты или изгнаны. По мере его распространения албанские дворяне, чьи владения были аннексированы османами, вернулись, чтобы присоединиться к восстанию и попыткам сформировать союзы со Священной Римской империей. В то время как лидеры восстания нанесли ряд поражений османским войскам, но им не удалось захватить многие важные города санджака Албании. Длительные осады, как осады столицы санджака Гирокастра, дала османской армии время собрать крупные силы из других частей империи и подавить главное восстание к концу 1436 года. Османские войска провели ряд массовых убийств после восстания.
После того как восстание было в значительной степени подавлено, тем албанским дворянам, кто принял Османский сюзеренитет, первоначально было разрешено сохранить свои владения и частичную автономию. Многие тимары были также пожалованы местным албанцам, занимавшим высокие посты в администрации, особенно во время правления Якуб-бея Музака и Скандербега. На протяжении всего процесса умиротворения различные преимущественно сельские районы все ещё бунтовали, и вспыхивали новые восстания, такие как восстание Теодора Короны Музаки в 1437 году. По мере того как Османская империя все более расширяла сферу своего господства на Балканах, попытки централизации и замены местных держателей тимаров османскими землевладельцами возобновились. Эта политика привела бы отчасти к образованию Лежской лиги при Скандербеге в 1444 году и началу нового этапа османо-албанских войн.

Санджак Албания в 1431 году

## Исторический фон
Постепенно в конце XIV и начале XV века Османская империя разгромила разрозненные албанские княжества, образовав санжак Албании как административное подразделение империи. В рамках тимарной системы местные феодалы были в значительной степени заменены турками-османами из Анатолии. Кадастровая книга (дефтер) 1431—1432 годов показывает, что от 75 % до 80 % тимаров были пожалованы османским мусульманским сипахам (кавалерия), в то время как остальные и особенно отдаленные районы, которые не были полностью под контролем турок-османов, были предоставлены албанским сипахам, как христианским, так и мусульманским. Замена существующей знати на тимарную систему привела к конфликтам, в результате которых многие сельские районы не находились под полным османским владычеством.
Согласно предыдущему налоговому кодексу, крестьяне должны были платить десятую часть своей сезонной сельскохозяйственной продукции, 1 дукат и 4 гроша (две девятых дуката) своим феодалам. Османская система была направлена на увеличение доходов для поддержки военных расходов, поэтому были введены новые налоги и изменены существующие. В дополнение к 1/10 части аграрного производства мусульманские семьи новообращенных должны были платить 22 акче (0,6 дукатов) держателю тимара, в то время как немусульманские семьи должны были платить 25 акче (0,7 дукатов). Обе группы подлежали дополнительным налогам, в том числе авариз, ежегодный налог на наличность, который затронул домашние хозяйства, зарегистрированные в кадастрах. Немусульмане также должны были платить 45 акче (1,3 дукатов) как часть джизьи и регулярно снабжать Османское государство молодыми рекрутами в соответствии с девширме, что требовало привлечения молодых мужчин в османскую армию и их обращения в ислам.
Следовательно, изменения в правах собственности, отношениях между феодалами и крестьянами, системе налогообложения и введении девиантности привели к дальнейшему сопротивлению. Поскольку изменения, затрагивающие как дворянство, так и крестьян, главным образом осуществлялись путем регистрации в кадастровом обследовании, многие семьи пытались избежать регистрации в ходе обследования 1431—1422 годов и приняли беженцев в горных районах, в то время как дворяне готовились к вооруженному конфликту.

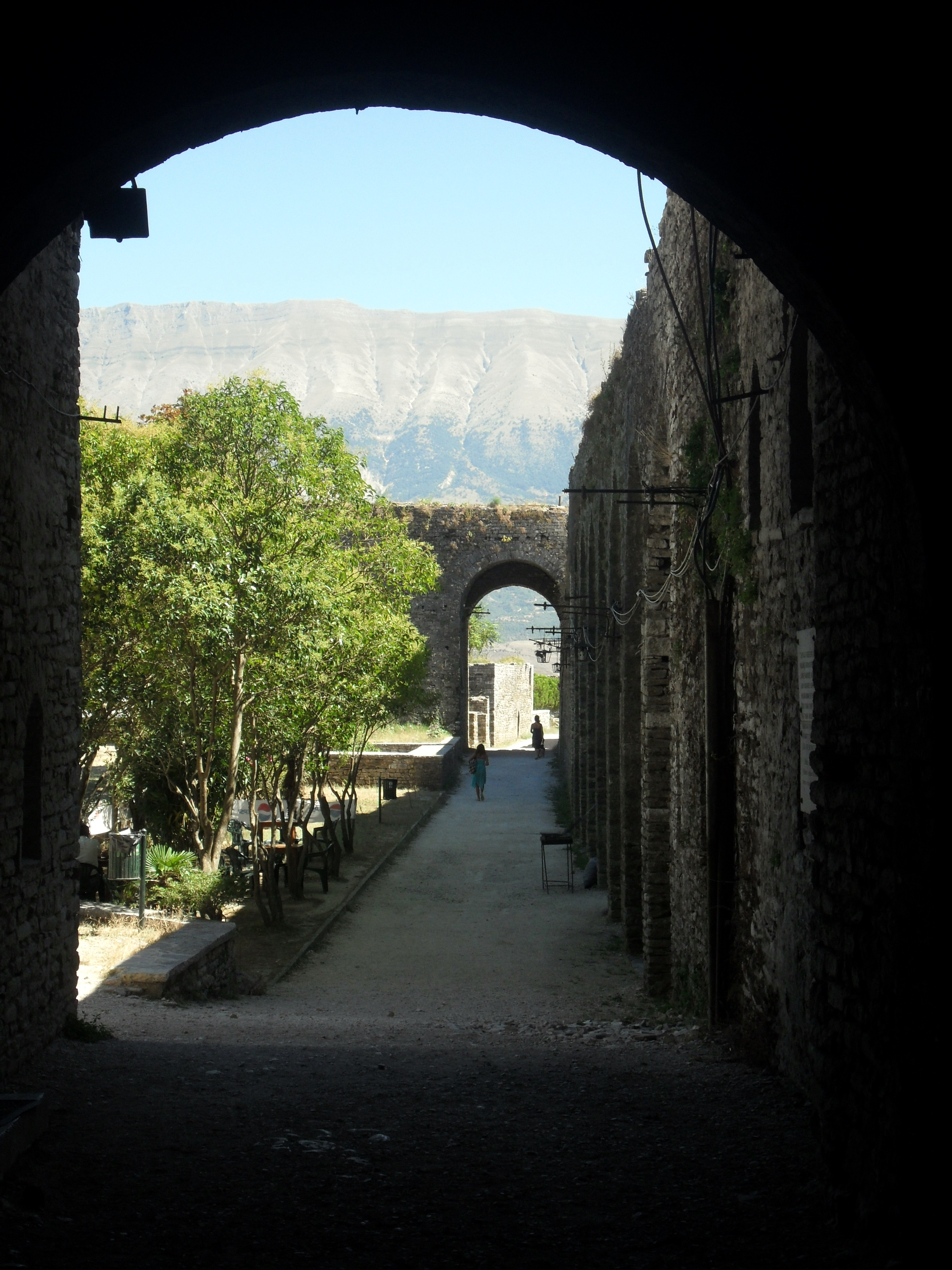
Замок Гирокастра был осажден Депа Зеневиси, который был разбит османским полководцем Турахан-беем

## Восстание
Восстание началось в 1432 году, когда Андрей Топия нанес поражение небольшому османскому войску в Центральной Албании . Его победа воодушевила других албанских лидеров, и восстание распространилось по всей Албании. Позднее в том же году турки-османы потеряли контроль над центральным морским портом Влеры. Георгий Арианити, живший при османском дворе в качестве заложника, был призван повстанцами возглавить восстание в своих родовых владениях. В ответ он бежал из Эдирне и вернулся в Албанию. Зимой 1432 года османский султан Мурад II собрал около 10 000 солдат под командованием Али-бея, которые прошли маршем по дороге Виа Эгнатия и добрался до долины Шкумбини, где попал в засаду и был разбит войсками под командованием Георгия Арианити. Его победа побудила албанцев в районе Гирокастры призвать Депу Зеневиси, который поселился в своих поместьях на острове Корфу после завоевания османами княжества Гирокастра, возглавить повстанцев на юге Албании . После распространения восстания на близлежащие районы, включая Кельцюру, Загори и Погон, его войска осадили южный город Гирокастра, столицу санджака Албания. В соседней Кельцюре мятежники захватили замок, но одновременная осада Гирокастры была продолжена, и Турахан-бей атаковал и разбил войска, которые окружили город в начале 1433 года. Сам Депа Зеневиси был схвачен и казнен.
Летом 1433 года османская армия под предводительством Синан-паши, бейлербея Румелии, разграбила районы Канины и Янины. Турки-османы вступили в северные албанские земли, где они подчинили восставших в подконтрольном районе князя Гьона Кастриоти, который был понижен вновь в вассальном положении, в то время как его сын Скандербег, который также был призван присоединиться к восстанию, остался на османской службе в Анатолии. В августе 1433 года сенат Венеции собрался для оценки ситуации и счел, что албанское восстание представляло угрозу для венецианских территорий в этом регионе тоже. Однако к концу октября они вновь оценили кризис и отказались от развертывания военных галер в венецианских колониях. В Северной Албании Николай Дукаджини захватил территории княжества Дукаджини, где осадил и захватил Дагнум. Затем Дукаджини попытался заключить союз с Венецией, предложив ей принять венецианское сюзеренитет и предоставить ей контроль над Дагнумом. Однако Венеция отказалась от какого-либо участия в его плане и восстании в целом. Николай Дукаджини не знал, что Хасан-бей, османский губернатор Дагнума, попросил у венецианцев помощи после своего поражения. Поскольку Венеция не хотела провоцировать враждебность турок-османов, капитану Шкодера (Скутари) было приказано помочь Хасан-бею вернуть Дагнум. Впоследствии оружие было отправлено в гарнизон крепости Лежа (Алессио) и к 1435 году форт был возвращен под контроль османов. В центральной Албании Андрей Топия безуспешно осаждал крепость Круя, в то время как в регионе Влера началась осада форта Канина. Влера был потерян для повстанцев ещё в мае 1432 года, но должен был быть восстановлен к маю 1434 года, поскольку современные венецианские документы упоминают османского чиновника (субаши), размещенного там в то время.
Другая османская армия была собрана в Манастире летом 1434 года. Турки-османы подд командованием Синан-паши были разбиты Георгием Арианити на юге Центральной Албании в августе 1434 года. После его поражения всем беям на границе с Албанией было приказано собрать свои силы и атаковать восставших. В декабре 1434 года Исхак-бей, санджакбей Ускюба, вступил в юго-центральную Албанию, но был разбит Георгием Арианити. Современные источники из сената Рагузы упоминают, что многие османские солдаты были захвачены в плен, в то время как Исхак-бей бежал с небольшой группой. В апреле 1435 года Георгий Арианити нанесли поражение ещё одной османской армии, и военные действия практически прекратились до начала 1436 года, поскольку военные усилия Мурада II были сосредоточены против бея Карамана Ибрагима в Анатолии. В конце 1435 года доклады сената Рагузы оценили ситуацию как спокойную и отметили, что воюющие стороны отступили на подконтрольные им территории.

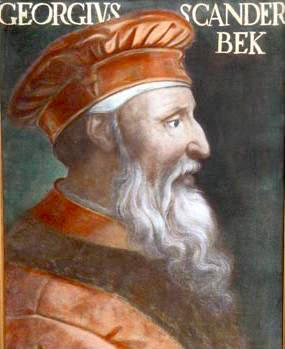
В 1440-х годах Скандербег стал главой Лежской лиги и лидером первой фазы османо-албанской войны

Во время восстания было предпринято много попыток сформировать антиосманскую коалицию, включая Священную Римскую Империю. Папа римский Евгений IV просил прислать войска, чтобы помочь восстанию, и пытался собрать средства. В 1435 году император Священной Римской империи Сигизмунд Люксембургский послал Фружина, болгарского дворянина, а в начале 1436 года Дауда, претендента на османский престол, чтобы обсудить возможность коалиции с мятежниками. Однако, к середине 1436 года большое войско под командованием Турахан-бея было уничтожено. Несмотря на военные победы, лидеры повстанцев действовали автономно, без центрального руководства, отсутствие которого во многом способствовало их окончательному поражению. Силы Турахана в конце концов подавили восстание и прошли маршем через Албанию, совершая массовые убийства мирных жителей.

## Позднее
В 1440-х годах Скандербег стал лидером первой фазы Османо-албанской войны. Чтобы стабилизировать Османскую власть, султан Мурад II назначил местных албанцев, таких как Якуб-бея Музаки и Скандербега, на высокие посты в санджаке Албании. Албанские дворяне, принявшие османское владычество, получили свои доосманские владения и пограничные владения, а также определённую степень автономии, в то время как другие были изгнаны или продолжали воевать. В 1436—1437 годах албанские повстанцы активно действовали в районах Гирокастры и Влеры, а Теодор Корона Мусаки возглавил восстание в районе Берата . Как и многие повстанцы использовали венецианские территории, такие как Шкодер и Парга в качестве базы для начала набегов на османскую территорию представители Мурада II обратились к венецианцам с просьбой запретить их деятельность в октябре 1436 года.
По мере расширения османского владычества на Балканах албанские держатели и чиновники тимара были вновь заменены турками-османами из Анатолии. Политика османов Status quo ante bellum постепенно привела к образованию Лежской лиги под руководством Скандербега в 1444 году и началу нового этапа в османо-албанских войнах.